# Василевская, Елена Васильевна
Еле́на Васи́льевна Василе́вская (род. 27 февраля 1978, Свердловск) — российская волейболистка, член национальной сборной (1997-2001). Серебряный призёр Олимпийских игр 2000, трёхкратная чемпионка Европы, 6-кратная чемпионка России. Связующая. Заслуженный мастер спорта России (2000). Сестра Светланы Василевской.

## Биография
Начала заниматься волейболом в Свердловске (ныне Екатеринбург) в СДЮШОР «Уралочка». Первый тренер — Юрий Николаевич Филимонов. Окончила Екатеринбургский спортивный колледж. Выступала за команды:
- 1995—2001 —  «Уралочка» (Екатеринбург);
- 1998 —  «Дубровник»;
- 2003—2005 —  «Самородок» (Хабаровск);
- 2008—2009 —  «Уралочка-НТМК» (Свердловская область).

6 раз становилась чемпионкой России в составе «Уралочки». В 1998 году выступала за хорватский «Дубровник», в составе которого стала обладателем Кубка европейских чемпионов.
В составе женской молодёжной сборной России: чемпионка мира 1997, серебряный призёр чемпионата Европы 1996. В составе юниорской сборной: серебряный призёр чемпионатов мира и Европы 1995 года.

## Сборная России
В сборной России выступала с 1997 по 2001 годы. В её составе неоднократно становилась победителем и призёром крупнейших международных соревнований, в частности серебряным призёром Олимпийских игр 2000, бронзовым призёром чемпионата мира 1998, серебряным призёром розыгрыша Кубка мира 1999, трёхкратной чемпионкой Европы.

## Достижения

### В составе сборной
- серебряный призёр Олимпийских игр 2000;
- бронзовый призёр чемпионата мира 1998;
- серебряный призёр Кубка мира 1999;
- победитель Всемирного Кубка чемпионов 1997;
- двукратный победитель Гран-При — 1997, 1999;
  - двукратный серебряный призёр Гран-при — 1998, 2000;
  - бронзовый призёр Гран-при 2001;
- трёхкратная чемпионка Европы — 1997, 1999, 2001).

В 1999 году была признана лучшей связующей розыгрыша Кубка мира.

### В составе клубов
- 6-кратная чемпионка России — 1996-2001;
- победитель Кубка европейских чемпионов 1998;
  - трёхкратный серебряный призёр Кубка европейских чемпионов — 1997, 2000;
  - бронзовый призёр Лиги чемпионов ЕКВ 2001.

## Награды и звания
- Заслуженный мастер спорта России (2000).
- Орден Дружбы (2001)

## Источник
- Волейбол. Энциклопедия/Сост. В. Л. Свиридов, О. С. Чехов. Томск: Компания «Янсон» — 2001.